# Coupe des champions féminine de volley-ball 1991-1992
Navigation
Coupe des champions 1990-1991 Coupe des champions 1992-1993
La coupe des champions est la plus importante compétition de club de volley-ball féminin, de la saison 1991-1992, en Europe.

## Tours de qualification

### Phase finale

#### Finale à quatre
|  | Demi-finales                      | Demi-finales                |                         |   | Finale                                     | Finale                                     |
|  | Demi-finales                      | Demi-finales                |                         |   | Finale                                     | Finale                                     |
|  |                                   |                             |                         |   |                                            |                                            |
|  | 22.02.92, 15-6, 15-8, 16-14       | 22.02.92, 15-6, 15-8, 16-14 |                         |   | 23.02.92, 15-11, 10-15, 15-12, 6-15, 15-10 | 23.02.92, 15-11, 10-15, 15-12, 6-15, 15-10 |
|  | 22.02.92, 15-6, 15-8, 16-14       | 22.02.92, 15-6, 15-8, 16-14 |                         |   | 23.02.92, 15-11, 10-15, 15-12, 6-15, 15-10 | 23.02.92, 15-11, 10-15, 15-12, 6-15, 15-10 |
|  | AOKMladost Zagreb                 | 3                           |                         |   | 23.02.92, 15-11, 10-15, 15-12, 6-15, 15-10 | 23.02.92, 15-11, 10-15, 15-12, 6-15, 15-10 |
|  | AOKMladost Zagreb                 | 3                           |                         |   | 23.02.92, 15-11, 10-15, 15-12, 6-15, 15-10 | 23.02.92, 15-11, 10-15, 15-12, 6-15, 15-10 |
|  | Ouralotchka Sverdlovsk            | 0                           |                         |   | 23.02.92, 15-11, 10-15, 15-12, 6-15, 15-10 | 23.02.92, 15-11, 10-15, 15-12, 6-15, 15-10 |
|  | Ouralotchka Sverdlovsk            | 0                           | Olimpia Teodora Ravenne | 3 |                                            |                                            |
|  | 22.02.92, 15-10, 15-4, 15-6       |                             | Olimpia Teodora Ravenne | 3 |                                            |                                            |
|  |                                   | AOKMladost Zagreb           | 2                       |   |                                            |                                            |
|  | Olimpia Teodora Ravenne           | AOKMladost Zagreb           | 2                       | 3 |                                            |                                            |
|  | Olimpia Teodora Ravenne           |                             |                         | 3 |                                            |                                            |
|  | CJD Feuerbach                     | 0                           |                         |   |                                            |                                            |
|  | CJD Feuerbach                     | 0                           | Match pour la 3e place  |   |                                            |                                            |
|  |                                   |                             |                         |   |                                            |                                            |
|  | 23.02.92, 15-7, 15-6, 14-16, 15-2 |                             |                         |   |                                            |                                            |
|  |                                   |                             |                         |   |                                            |                                            |
|  | Ouralotchka Sverdlovsk            | 3                           |                         |   |                                            |                                            |
|  | Ouralotchka Sverdlovsk            | 3                           |                         |   |                                            |                                            |
|  | CJD Feuerbach                     | 1                           |                         |   |                                            |                                            |
|  | CJD Feuerbach                     | 1                           |                         |   |                                            |                                            |